# Лавр

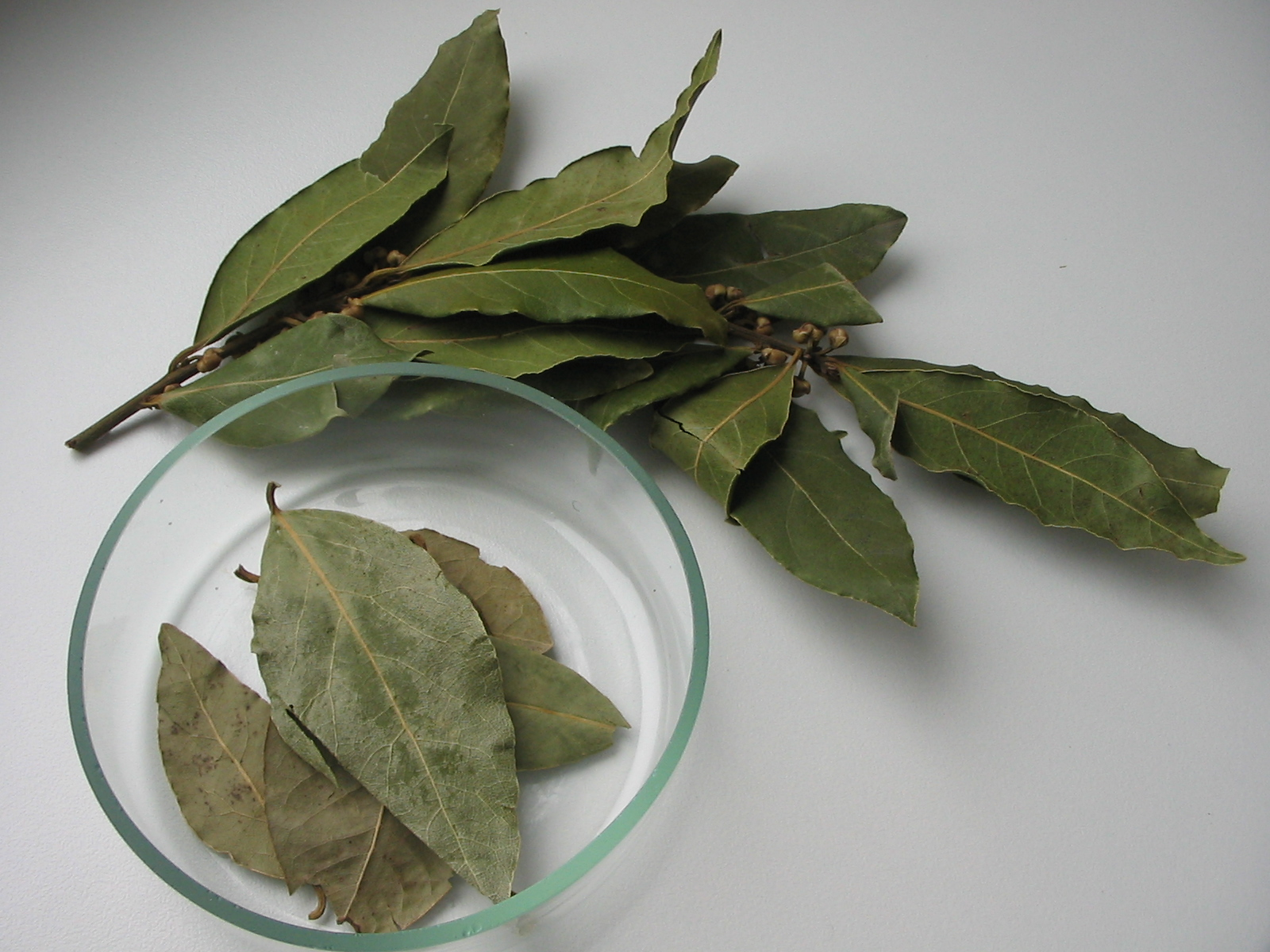
Сухе листя лавру

Лавр (Laurus L.) — рід вічнозелених дерев або чагарників. листки прості, шкірясті, цілокраї, на краях дещо хвилясті. Суцвіття пазушні, зонтикоподібні.
Поширені в Середземноморській області, на Канарських островах. У роді 3 види:
Laurus azorica (Seub.), Laurus nobilis L., Laurus novocanariensis.

## Представники роду
Лавр азорський, або лавр канарський (Laurus canariensis Webb. et Berth (Laurus azorica (Seub.) Maire)). Дерева до 15 м висотою. Листки яйцеподібні, до 10-12 см завдовжки і 2-6 см завширшки, тьмяно-зелені. Квітки зібрані в зонтикоподібні суцвіття, розміщені в пазухах листків по декілька, світло-жовті. Квітне в квітні — травні.
Росте у вологих лаврових лісах в нижньому поясі гір на Канарських, Азорських островах і на Мадейрі.
Декоративний вид.
Лавр благородний (лат. Laurus nobilis L.) — дерево — 4—6 (8) м заввишки чи чагарник; гілля голе. Листки прості, видовжено-ланцетні, на коротких черешках, по краях хвилясті, 7-12 (20) см завдовжки і 2.5—4.5 (8) см завширшки, голі. Квітки маленькі, жовтуваті, зібрані по 4-6 в зонтикоподібних суцвіттях. Цвіте в березні — червні. Плоди — 2 см завдовжки, овальні кістянки чорнувато-синього кольору, з однією насіниною, достигають у жовтні.

## Вирощування та властивості
Батьківщина лавра — узбережжя Середземного моря. Віддавна лавр вважали символом слави, величності та перемоги. Культуру лавра благородного розширили древні греки та римляни, які ставилися до нього з великою повагою. У наш час лавр вирощують у Франції, Італії, Греції, Іспанії, Португалії та на узбережжі Адріатики. Також його вирощують на чорноморському узбережжі. На решті території України лавр культивують у холодних оранжереях або в домашніх умовах (у горщиках чи дерев'яних діжках).
Лавр світло- та вологолюбний, легко переносить посуху та витримує морози до −18 °C. Розмножується лавр кореневими відводками, пасинками, живцями, насінням. Листя збирають через два роки після посадки, у жовтні — листопаді, коли вони містять максимальну кількість ефірної олії. До складу олії входить цинеол, пінен, гераніол, евгенол та інші духмяні й леткі сполуки, завдяки яким лавр має фітонцидні властивості та сприяє очищенню повітря. Окрім того, у плодах міститься багато дубильних речовин, а в листі — крохмаль. Лавровий лист збуджує апетит та покращує перетравлення їжі. Лавровий лист широко використовують у консервній промисловості та кулінарії. Він покращує смак смаженого м'яса, відвареної риби, супів та інших страв. Крім того, його застосовують у процесі виробництва безалкогольних напоїв, парфумерно-косметичних виробів.

## Лавр як символ
Оскільки Аполлон був покровителем мистецтва, вінок з лаврових гілок правив за нагороду переможцеві на змаганнях. Звичай увінчувати переможця лавровим вінком зберігся до нашого часу. Міф про зв'язок бога з деревом засвідчує фетишизм античного культу.

## Лікарське застосування
Лаврова олія: 30 г дрібно порізаного лаврового листя настоюють у теплому місці протягом 6 днів на 200 мл соняшникової або іншої олії, потім проціджують і видавлюють.

## Вирощування лавра в домашніх умовах
Молоді рослини пересаджують один раз на 2 роки. Земляна суміш: пісок — 1 частина, перегній — 1 частина, дерн — 2 частини, можна додати вапно (1 кг/м³).
Лавр краще росте у невеликих місткостях, тому під час пересаджування посуд беруть на 2 см більший за наявну грудку землі. Це ж враховують під час пересаджування рослин у діжках — збільшують розмір на 5 см. Лаври добре переносять обрізку; їм можна надавати будь-яку декоративну форму.